# Ferguson-Büchse
Die Ferguson-Büchse (englisch Ferguson Rifle) aus dem Jahr 1776 war eines der ersten militärisch genutzten Hinterlader-Gewehre. Die nach ihrem Entwickler Patrick Ferguson benannte Büchse wurde in geringem Umfang im Amerikanischen Unabhängigkeitskrieg auf britischer Seite eingesetzt, konnte sich jedoch, nicht zuletzt wegen ihrer aufwändigen Herstellung, nicht durchsetzen.

## Entwicklungsgeschichte

### Frühere Entwicklungen
Das Prinzip der Ferguson-Büchse war nicht neu; Hinterladergewehre mit ähnlichen Verschlüssen gab es schon Jahrzehnte vorher. Erste Versuche mit Hinterladern lassen sich bis in das späte 15. Jahrhundert zurückverfolgen, welche jedoch aufgrund zahlreicher technischer Probleme noch keine weitere Verbreitung fanden. Experimente mit dieser Verschlussform gab es im 17. Jahrhundert unter anderem in Deutschland und Dänemark. Die Pulverkammer war durch eine senkrecht zur Laufachse angebrachte Schraube zugänglich, je nach Konstruktion von oben oder unten. Die Kugel wurde mit einem Finger durch die Pulverkammer in den Lauf gesteckt; ein optionales Schusspflaster folgte danach. Die Pulverkammer wurde mit Schwarzpulver gefüllt. Schließlich wurde die Schraube wieder eingedreht. Auf 1650 bis 1665 datierte Waffen mit Radschloss sind wohl die ältesten dieser Bauart.
1689 entwickelte der britische Büchsenmacher Wilmore ein Hinterladergewehr. Die Schraube zur Pulverkammer war am Abzugsbügel befestigt und konnte so herausgeschraubt werden. Die Schraube musste noch komplett entfernt werden; zum Laden musste das Gewehr gedreht werden, da das Laden durch das Schraubenloch erfolgte.
Der französische Hugenotte Isaac de la Chaumette verbesserte 1704 das System entscheidend. Da die Hugenotten in Frankreich verfolgt wurden, musste Chaumette nach England fliehen, wo er am 12. August 1721 das Patent mit der Nr. 434 erwirkte. Dabei ging die Verschlussschraube durchgehend von oben nach unten durch den Lauf. Die Verschlussschraube musste daher nur teilweise herausgedreht werden, sodass die Pulverkammer von oben zugänglich war. Gedreht wurde mit dem beweglichen Abzugsbügel als Hebel. Manche Autoren halten es für möglich, dass Frankreich einige Dragonereinheiten und Matrosen 1723 mit dem Gewehr ausrüstete. Für diese Behauptungen fehlen jedoch Belege.
Das System von Chaumette galt zu dieser Zeit als eines der besten für Hinterlader. Eine gewisse Anzahl von Gewehren nach diesem System wurde von Samuel Bidet, ebenfalls einem geflohenen Hugenotten, in London um 1730 gefertigt. Parallel dazu gab es Systeme, bei denen die Schraube mit einem besonderen Schraubenschlüssel gedreht werden musste. In den Jahren 1740 bis 1770 stellten verschiedene englische Büchsenmacher Gewehre nach dem System von Chaumette her. Ein großes Problem der Verschlüsse dieses Systems waren die Schmauchrückstände, die dazu führen konnten, dass das Gewinde bereits nach wenigen Schüssen klemmte. Manche dieser Gewehre hatten leicht konische Verschlussschrauben. Sie sollten einerseits das Problem mit den Schmauchrückständen mindern, zum anderen einen möglichst gasdichten Verschluss herbeiführen. Die Waffen mit diesem Prinzip waren vorwiegend nicht für den militärischen Einsatz geeignete Einzelstücke als Sport- bzw. Jagdwaffen.

### Entwicklung durch Ferguson

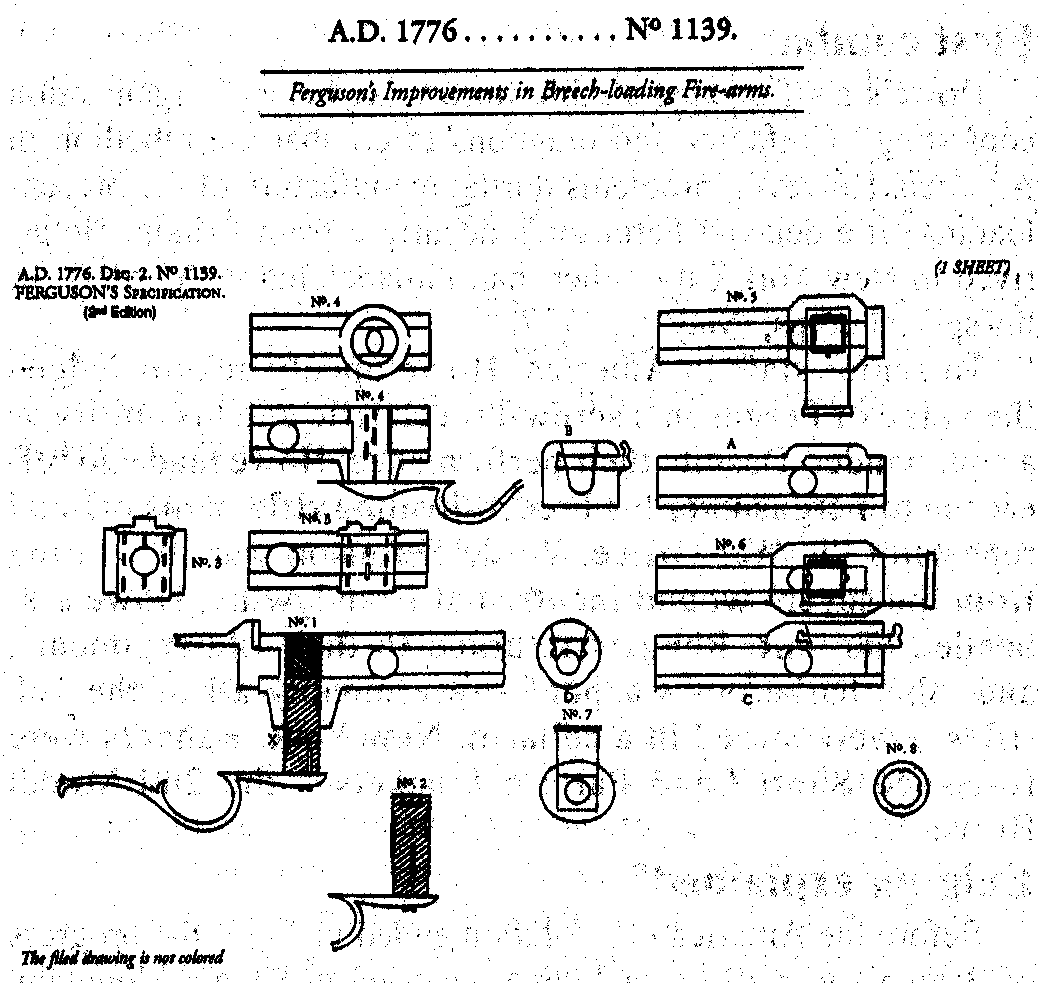
Patent von 1776

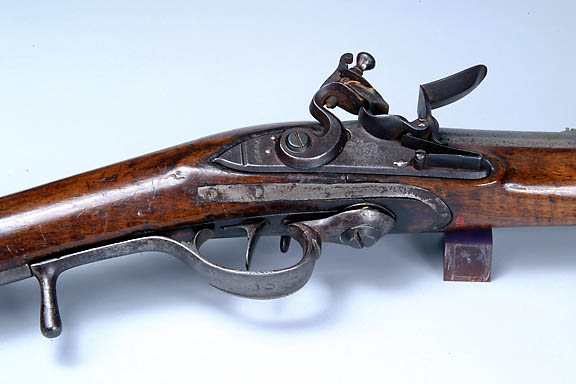
Verschluss mit drehbarem Abzugsbügel

Patrick Ferguson kam als junger Offizier im Siebenjähriger Krieg mit deutschen Jägertruppen, die mit schwerfälligen Gewehren mit gezogenen Läufen bewaffnet waren, in Kontakt. Bei diesen Pflasterbüchsen wurde die Kugel, in ein Pflaster eingewickelt, durch den engen gezogenen Lauf getrieben. Dadurch war der Ladevorgang mühsam und dauerte mehr als doppelt so lange wie bei einem glatten Vorderlader, bei dem die Kugel lediglich in den Lauf gerollt wurde. Dafür waren durch die Drallstabilisierung die Schussweite und Präzision deutlich verbessert. Sowohl glatte als auch gezogene Vorderlader mussten stehend geladen werden. Die gewöhnlichen Soldaten waren zu dieser Zeit als Linieninfanterie hingegen mit glatten Musketen ausgerüstet und kämpften mit schnell aufeinander folgenden geballten Salven bei geringen Kampfentfernungen, wobei es nicht auf den genau gezielten Schuss ankam.
In seiner späteren Laufbahn diente Ferguson in Westindien, wo er den Wert der leichten Infanterie sowie die Vorteile von zielgenauen Waffen zur Aufstandsbekämpfung erkannte. Sehr wahrscheinlich besaß Ferguson ein Gewehr des Büchsenmachers Warsop, das ebenfalls auf der Konstruktion von Chaumette basierte. Da Ferguson selbst ein sehr guter Schütze war und sich für Feuerwaffen interessierte, kam er auf die Idee, diese Waffe für den Einsatz beim Militär anzupassen.
Etwa ab 1774 arbeitete Ferguson konkret an der Verwirklichung seiner Ideen und beauftragte den Büchsenmacher Durs Egg ein entsprechendes Gewehr zu fertigen. Ferguson würdigte Chaumette als den Erfinder des Systems; die Verbesserungen gegenüber dem Entwurf von Chaumette lagen nicht im Prinzip, sondern in Details. Die Verschlussschraube wurde so konstruiert, dass sie lediglich eine Dreiviertelumdrehung brauchte, um den Verschluss zu öffnen bzw. zu schließen. Tiefe Einschnitte, welche die Schraubenrillen kreuzten, sammelten Schmauchrückstände beim Ein- und Ausdrehen. Das half, das Gewinde gängig zu halten. Außerdem war das Gewehr mit einer Bajonetthalterung und einstellbarer Visierung ausgerüstet. Diese Verbesserungen bündelte Ferguson in dem Patent Nummer 1139, das ihm am 2. Dezember 1776 zugesprochen wurde.
Im Jahr 1775 begann Ferguson bei einflussreichen Offizieren, einschließlich George Townshend, 1. Marquess Townshend als oberstem Zeugmeister, für sein Gewehr zu werben. Im April 1776 wurde er vom Board of Ordnance, der Behörde für Waffen und Ausrüstung der britischen Streitkräfte, zu ersten Schießversuchen eingeladen. Danach wurde Durs Egg angewiesen, zwei weitere Exemplare mit kleineren Verbesserungen herzustellen. Am 1. Juli fand eine weitere Vorführung vor George Townshend und anderen hohen Militärs statt.
Nach dem erfolgreichen Test schloss das Board of Ordnance Verträge mit den Büchsenmachern Barker & Whately, Galtons & Sons, William Grice sowie Benjamin Willets. Diese vier Büchsenmacher aus Birmingham bekamen die Aufträge für je 25 Gewehre. Es waren dieselben Büchsenmacher, die zuvor für die Pflasterbüchse Pattern 1776 Infantry Rifle beauftragt worden waren. Daher wurden beim Ferguson-Gewehr die gleichen Läufe wie beim 1776-Gewehr, Kaliber .65 (16,51 mm) mit acht Zügen, verbaut und nicht mit vier Zügen, wie im Patent von Ferguson beschrieben.
Die Herstellung der 100 Gewehre war bis Oktober 1776 abgeschlossen. Manche Quellen schließen aus indirekten Belegen, dass möglicherweise gar 200 Gewehre für das britische Militär gefertigt wurden. Auf jeden Fall kam eine unbekannte kleine Anzahl von Gewehren, die von Offizieren privat beschafft wurden, hinzu.
Nach Fergusons Tod produzierten verschiedene Büchsenmacher aus London und Birmingham, vor allem Egg, Henry Nock und Joseph Hunt, Gewehre nach dem Muster, die letzten um das Jahr 1800.

## Technik

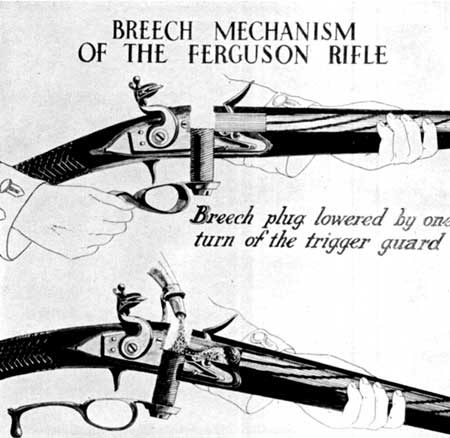
Ladeverfahren

Von den Ferguson-Büchsen gibt es kein einheitliches Muster. Selbst die hundert Militärgewehre des Board of Ordnance unterscheiden sich etwas, die später gefertigten Sport- und Jagdgewehre noch mehr. Zum einen sind es ästhetische Unterschiede, aber auch technische wie Material der Ladestöcke, Art des Visiers, Material des Verschlusses, Anzahl der Gewindewindungen sowie Art der Maßnahmen gegen den Schmauch. Die Gründe für diese Vielfalt sind die handwerkliche Fertigung durch verschiedene Büchsenmacher, aber auch Verbesserungen, die während der Fertigung entstanden.
Das Gewehr hat generell das Aussehen und grundlegende Eigenschaften einer zeitgenössischen Muskete mit Steinschloss. Hauptmerkmale sind die Verschlussschraube mit mehrgängigem Gewinde und der bewegliche Abzugsbügel, der als Antrieb der Verschlussschraube dient. Die Verschlussschraube besteht je nach Exemplar aus Bronze oder Messing. Das Gewehr hat ein verstellbares Visier und unterhalb des Laufs eine Bajonett-Aufpflanzvorrichtung für ein Tüllenbajonett. Die Militärgewehre des Board of Ordnance haben einen Lauf im Kaliber .65 mit acht Zügen. Bei den Sport- und Jagdgewehren gibt es Variationen sowohl im Kaliber als auch bei der Lauflänge.
Die Militärgewehre hatten Ladestöcke aus Holz, bei anderen Exemplaren sind diese aus Stahl. Es gibt Variationen bei den Röhrchen, welche den Ladestock im Gewehr gehalten haben. Sollte der Verschluss klemmen, konnte das Gewehr mit dem Ladestock konventionell über die Mündung geladen werden.
Bei den Militärgewehren gab es eine U-Kimme für 200 Yards (183 m), dahinter ein Klappvisier mit einer Lochkimme für 300 Yards (274 m) und darüber eine weitere U-Kimme für 350 Yards (320 m). Andere Exemplare haben stattdessen ein Schiebevisier.
Die Militärgewehre des Board of Ordnance haben Verschlussschrauben mit 11 Gängen, andere Gewehre haben zehn Gänge. Der aus Metall hergestellte Abzugsbügel wird durch einen Zacken, der aus dem Kolben herausragt, in der Schussposition arretiert. Die Verschlussschraube war nicht gegen ein vollständiges Herausschrauben gesichert. Die Verschlussschraube war konisch, in einem Winkel von 10–11 Grad, was sie weniger anfällig für Blockaden durch Schmauch machte sowie einen besseren Verschluss sicherstellte.
Um das Problem mit dem Schmauch zu minimieren, sind bei der Ferguson-Büchse verschiedene Maßnahmen vorgesehen. Zum einen gab es tiefe Einschnitte, welche die Schraubenrillen kreuzten. Nicht alle Gewehre haben die Anti-Schmauch Einschnitte in den Verschlussschrauben. In diesen Einschnitten konnte Schmierfett untergebracht sein. Auch wenn sich in zeitgenössischen Quellen keine Erwähnung von Schmiermitteln finden, ist es wahrscheinlich, dass die Verschlussschraube geschmiert wurde, um einem Verklemmen durch Schmauchrückstände entgegenzuwirken. Bei manchen Exemplaren war der untere Teil der Verschlussschraube glatt d. h. ohne Gewinde. Zum anderen gab es vertikale Einschnitte im Gewinde. Beide Maßnahmen förderten, dass beim Drehen der Schmauch aus dem Gewinde herausgedrückt wurde, damit er sich dort nicht festsetzte und leichter entfernt werden konnte. Manche Exemplare hatten hinter der Verschlussschraube einen kleinen Hohlraum, der auch dazu diente den Schmauch aufzunehmen.
Der Ladevorgang unterschied sich deutlich von den gewöhnlichen Vorderladern; vor allem das zeitaufwendige Hantieren mit dem Ladestock war nicht nötig. Als Munition trugen die Schützen Papierpatronen sowie eine Pulverflasche und Kugelbeutel mit sich. Zum Laden setzte der Schütze zuerst den Hahn des Steinschlosses in Halbrast, danach öffnete er den Verschluss durch Drehung des Abzugsbügel-Hebels. Die Kugel platzierte er in der Pulverkammer; die Kammer hatte am Ende einen etwas geringeren Durchschnitt als der gezogene Lauf um sicherzustellen, dass die dort hineingedrückte Kugel an Ort und Stelle blieb. Hinter der Kugel füllte er die Pulverkammer mit Schwarzpulver entweder aus der Papierpatrone oder der Pulverflasche und schloss den Verschluss durch Zurückdrehen des Abzugsbügel-Hebels. Der Schütze schüttete dann Pulver auf die Pfanne, entweder den Rest aus der Papierpatrone, der Pulverflasche oder er schnippte das überschüssige durch die Verschlussschraube hochgebrachte Pulver mit dem Finger direkt drauf.

## Einsatz
Die Belege für den Einsatz der Ferguson-Gewehre sind lückenhaft. Sicher wurden sie beim Feldzug in New Jersey und in der Schlacht von Brandywine am 11. September 1777, wo Ferguson verwundet wurde, verwendet.
Während Ferguson sich von der Verletzung erholte, löste der Oberbefehlshaber der britischen Armee in Nordamerika William Howe Fergusons Schützenkompanien auf. Es ist wahrscheinlich, dass die Soldaten ihre Gewehre mitnahmen, als sie auf andere Einheiten verteilt wurden. Es gibt Indizien, dass die Gewehre in der Schlacht von Monmouth am 28. Juni 1778 verwendet wurden. Im Juli 1778 wurde befohlen, die Gewehre einzusammeln, und ab hier verliert sich ihre Spur. Es ist möglich, dass Ferguson zumindest einen Teil wiedererlangen konnte; ein Indiz dafür ist seine Bestellung von Kugeln in dem seltenen Kaliber des Ferguson-Gewehres. Deshalb ist es möglich, dass zumindest einige der Gewehre im Oktober 1778 im Gefecht von Little Egg Harbor und auch in der Schlacht am Kings Mountain verwendet wurden. Gegen Ende des Amerikanischen Unabhängigkeitskriegs, im März 1783, hatte das britische Zeughaus in New York nur sieben defekte Ferguson-Gewehre im Inventar.

## Erhaltene Exemplare
Insgesamt sind 12 erhaltene Exemplare nach dem Design von Ferguson bekannt.
Von den 100 Board-of-Ordnance-Gewehren sind nur zwei erhaltene Exemplare bekannt; eines in Morristown National Historical Park und ein weiteres im Milwaukee Public Museum. Diese wurden nach dem Sezessionskrieg von Unionstruppen im Deep South gefunden.
Eine privat beschaffte Offizierswaffe, welche von Ferguson an Captain Frederick de Peyster übergeben worden war, befindet sich in der Smithsonian Institution. Es handelt sich um ein Exemplar von Durs Egg, welches Ferguson bei seinen Vorführungen verwendet hat. Eine ebenfalls privat beschaffte Offizierswaffe ist im Privatbesitz eines amerikanischen Sammlers.
Ein Exemplar des Büchsenmachers Joseph Hunt aus dem Jahre 1780 befindet sich im National Army Museum.

## Bewertung
Zur Gebrauchstauglichkeit gibt es kaum zeitgenössische Bewertungen. Die modernen Bewertungen basieren auf Erfahrungen mit modernen Repliken und sind daher umstritten.
Im direkten Vergleich mit der damaligen englischen Standardmuskete Brown Bess zeigt die Ferguson-Büchse beeindruckende Vorteile. Bei einem Gewicht von 7,5 Pfund (3,4 kg) ist sie 3 Pfund (1,4 kg) leichter als das Brown Bess. Die maximale effektive Reichweite beträgt 200–300 Yards (180–275 m) gegenüber 50–100 Yards (45–91 m) des Brown Bess. Die Ferguson-Büchse konnte im Liegen nachgeladen werden. Die Kadenz lag bei 6–10 Schuss/Minute gegenüber 3–4 beim Brown Bess. Die Nachteile waren hingegen nicht so offensichtlich.
Zum einen brauchte die Waffe ein anderes Schießpulver, genau wie das Pattern 1776 Infantry Rifle, das sechs Mal teurer war als das für die Musketen. Zum anderen war es logistisch schwerer zu beschaffen. Schäden am Schaft waren häufig, da das Holz um den Verschluss zu dünn ausgelegt war. Doch die Waffen des Board of Ordnance waren noch Prototypen; der Schaft hätte relativ einfach verbessert werden können. Trotz guter handwerklicher Ausführung war das Gewinde des Verschlusses nicht ganz gasdicht. Wenn die Verschlussschraube zu weit gelöst wurde, fiel sie aus dem Verschluss zu Boden und konnte so verschmutzen oder gar verloren gehen.
Ein großer Nachteil des Gewehres war die aufwändige Produktion, die dazu führte, dass die Herstellungskosten etwa doppelt so hoch wie die des Brown Bess waren. Vor allem die Herstellung des handgeschnittenen Gewindes war zeitintensiv. Auch wenn über die Fertigungstechniken wenig bekannt ist, benötigte die Herstellung der Verschlussschraube Schätzungen zufolge etwa 10 Stunden auf einer Wippendrehbank.
Letztendlich hat sich die Ferguson-Büchse nicht durchgesetzt. Stattdessen wurde die konventionelle Vorderladerbüchse Baker Rifle von der britischen Armee beschafft. Für die militärische Nutzung war die Ferguson-Büchse ihrer Zeit voraus. Der frühe Tod von Ferguson, des wichtigsten Fürsprechers des Gewehres, beendete die Nutzung des ersten militärischen Hinterladergewehres. Erst das Hall-Gewehr, entwickelt im Jahr 1819 und bei der United States Army eingeführt, war ein begrenzt erfolgreicher Hinterlader. Der Verschluss war zwar anders aufgebaut, aber trotzdem nicht besser als bei der Ferguson-Büchse. Der Schlüssel zum Erfolg des Hall-Gewehres lag nicht in der Konstruktion, sondern im Produktionsprozess. Als die Ferguson-Büchse entwickelt wurde, war die industrielle Revolution gerade in den Anfängen. Sie begann Mitte des 18. Jahrhunderts in der Textilindustrie, während um 1770 die Schusswaffenproduktion immer noch handwerklich geprägt war. So mussten die Teile immer noch von Hand zueinander angepasst werden. Einen konsequenten Austauschbau führte Eli Whitney im Jahre 1790 für seine Musketen ein, was die Voraussetzung für weitere Mechanisierung der Produktion war. John H. Hall fertigte seine Hinterladergewehre in der Harpers Ferry Armory mit Werkzeugmaschinen, was eine Massenproduktion ermöglichte. Einen nachhaltigen Durchbruch der Hinterladergewehre gab es erst Mitte des 19. Jahrhunderts mit der Erfindung der Metallpatrone.